# Anisogomphus orites
Anisogomphus orites – gatunek ważki z rodziny gadziogłówkowatych (Gomphidae).